# Lijst van Belgische adelsverheffingen 1956
Personen die in 1956 werden opgenomen in de Belgische adel of een adellijke titel verkregen.

## Baron
- Henri Carton de Tournai (1878-1969), volksvertegenwoordiger, senator, minister, erfelijke adel en de titel van baron, overdraagbaar bij eerstgeboorte.
- Jonkheer Gustave della Faille de Leverghem (1871-1966), de titel van baron, overdraagbaar bij eerstgeboorte.
- Georges Goethals (1888-1966), luitenant-generaal, erfelijke adel en persoonlijke titel baron.
- Jonkheer Edouard Houtart (1928- ), advocaat, de titel baron, overdraagbaar bij eerstgeboorte.
- Louis Huart, senator, erfelijke adel en de titel baron, overdraagbaar bij eerstgeboorte.
- Georges Van der Linden (1884-1960), advocaat, intendant van de Civiele Lijst, adelsverheffing en de titel baron, overdraagbaar bij eerstgeboorte. Geen nakomelingen.
- Baron Pierre Paulus de Châtelet, uitbreiding van zijn titel tot zijn kleinzonen jonkheren Pierre en René Paulus de Châtelet, overdraagbaar bij eerstgeboorte.
- Jonkheer Eric Poswick de Crawhez (1937- ), de titel baron, overdraagbaar bij eerstgeboorte.
- Ridder Victor Van Strydonck de Burkel (1876-1961), luitenant-generaal, de titel baron, overdraagbaar bij eerstgeboorte.
- Jonkheer Charles de Troostembergh de Troostembergh (1923-1994), de titel baron, overdraagbaar bij eerstgeboorte.
- Albert de Vleeschauwer, volksvertegenwoordiger, minister, erfelijke adel en de titel baron, overdraagbaar bij eerstgeboorte.

## Barones
- Adèle Mathot, weduwe van generaal-majoor Jules Bastin, persoonlijke adel en  titel van barones, te dragen voor de naam van haar echtgenoot.

## Ridder
- Jonkheer Jean van den Branden (1901- ), hoogleraar, titel van ridder.
- Antoine de Clercq (1888-1965), diplomaat, erfelijke adel en persoonlijke titel van ridder.

## Jonkheer
- Paul de Behr (1911-2007), erfelijke adel.
- Eugène Jungers (1888-1958), gouverneur-generaal Belgisch-Kongo, erfelijke adel.
- Maurice Lancsweert (1877-1974), erfelijke adel.
- Albert Ophoven (1907-1986), erfelijke adel.
- Jacques Orts (1904-1989), erfelijke adel.
- Jean-François Staes (1938- ), erfelijke adel.
- Paul-Antoine Staes (1943- ), erfelijke adel.

## Jonkvrouw
- Marie-José Laloux (1916-1966), weduwe van Paul Staes (1913 - Aldorf, 1944), persoonlijke adel, ook voor haar kinderen.
- Godelieve Staes-Polet (1941- ), persoonlijke adel.